# Dub poetry
Dub poetry (poezja dubowa) – gatunek muzyczny, obejmujący recytację lub melodeklamację tekstów poetyckich, zazwyczaj zaangażowanych społecznie, na tle muzyki reggae i dub. Korzenie stylu wywodzą się z Jamajki. Za pierwszy album dub poetry uważa się nagraną w 1978 w Londynie płytę Dread, Beat an’ Blood Lintona Kwesi Johnsona.
W odróżnieniu od techniki toastingu, poezja dubowa jest z reguły wcześniej ułożona, w większości przypadków wokalista pojawia się na scenie z grupą muzyków grających specjalnie ułożone podkłady pod jego teksty.
Do najbardziej znanych twórców dub poetry należą obok Johnsona Benjamin Zephaniah (Rasta, 1979), Mutabaruka, Michael Smith oraz Jean ‘Binta’ Breeze.